# デスモドロミック

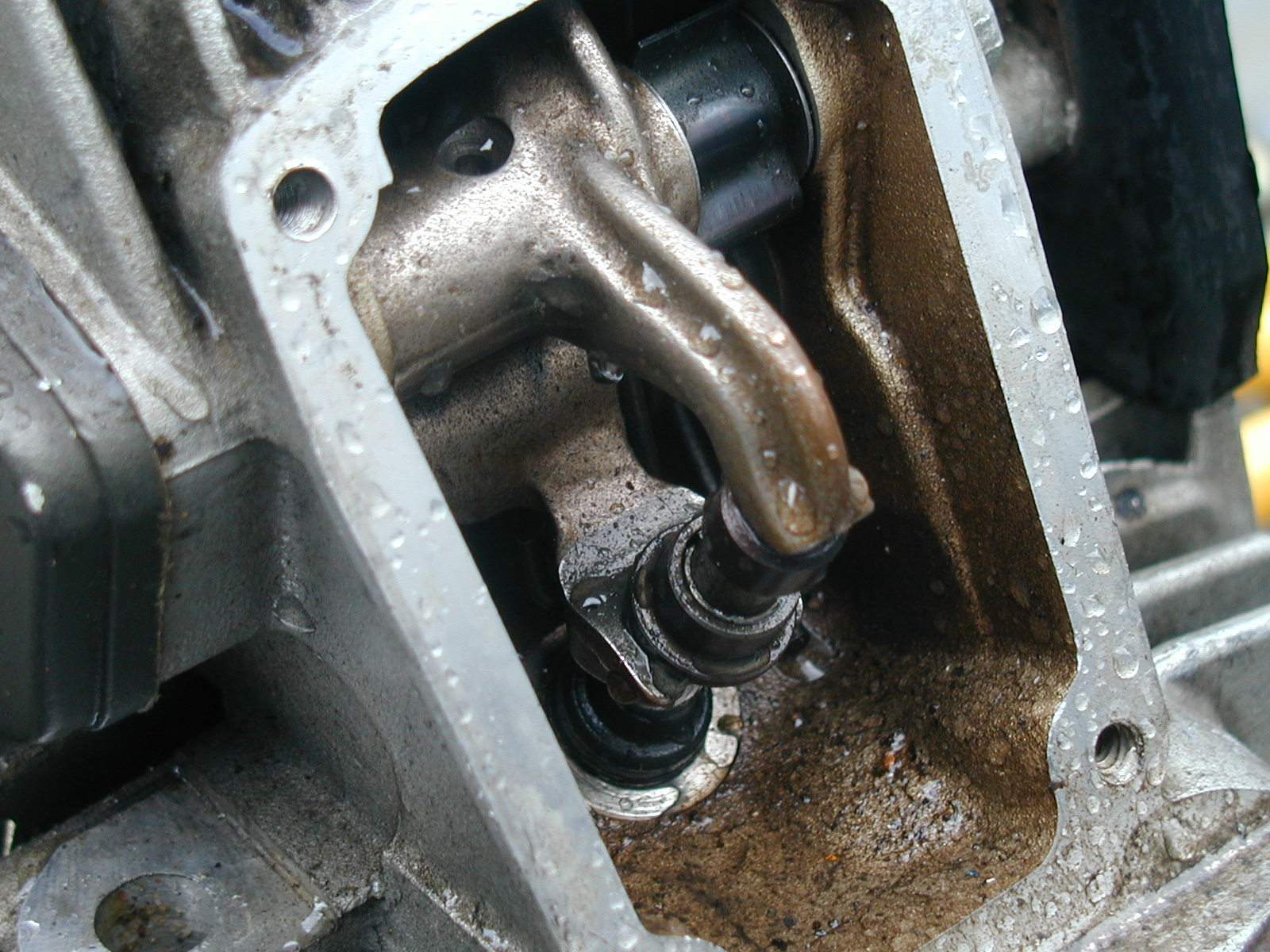
ドゥカティのデスモドロミック機構

デスモドロミック（Desmodromic ）とは、レシプロエンジンの吸排気弁をバルブスプリングに依らず、カムとロッカーアームの機構によって閉じる機構である。確動カム機構ともいう。

## 概要
1つのバルブにつき2組のカムとロッカーアームを設けてバルブの押下と引上を分担させ、バルブスプリングに頼ることなく強制的にバルブを閉じることで、高回転時におけるバルブタイミングを正確に管理する機構である。古くは1930年代にメルセデス・ベンツがレーシングカーに使用したという記録があり、市販車ではドゥカティのオートバイに採用されるなど、主に4ストロークガソリンエンジンで用いられている。
一般的なレシプロエンジンで用いられるバルブスプリングを利用したバルブ機構では、エンジンの回転速度が速くなると設計されたタイミングにバルブが完全に閉じることができなくなるバルブサージングと呼ばれる現象が発生する。また、バルブを急速に開閉させようとすると、開く際にバルブが弾かれるバルブジャンプと呼ばれる現象や、閉じる際にバルブシートとの衝突でバウンドするバルブバウンスと呼ばれる現象が発生する。いずれの現象も燃焼室内の圧縮効率を低下させるため、エンジンの回転速度やバルブの開閉速度を制限する要素となるが、デスモドロミックはこれらの現象を回避してエンジンの高回転化やバルブ開閉の高効率化、バルブタイミングの厳密な管理といった点で有利となる。
デスモドロミックではバルブを閉じる際の抵抗（メカニカルロス）は、閉じるためのロッカーアーム（クローズロッカーアーム）の慣性とバルブの密閉を補助するトーションバー・スプリング（リターンスプリング）の荷重によって発生するが、バルブスプリング方式のスプリングによる抵抗と比較すると小さい。また、スプリングを収容するためのスペースが不要であるため、バルブステムを短く軽量に作ることができ、シリンダーヘッドの高さを抑えることができる。
一方、部品点数がスプリングバルブ方式に比べて多いため、製造コストや整備コストが高くなり、シリンダーヘッドの重量も大きくなりやすい。また、バルブを開くロッカーアームだけでなく、閉じ側のクローズロッカーアームのバルブクリアランス調整も必要となる。
2007年現在では二輪・四輪を問わず唯一量産自動車にデスモドロミックを採用するメーカーはドゥカティだけであり、デスモドロミックは同社の代名詞ともなっている。ただし、デスモドロミックに関する特許をドゥカティが抑えている訳では無いので、理論上は他社も同様なシステムを採用することは可能である。
もっとも、デスモドロミック採用はコスト増などの問題もあるため、他社のレース用車両は共振周波数を高められるねじりばねやニューマチックスプリングをバルブスプリングに採用し、より単純な構造でバルブサージングを抑制して高回転を可能にする方法が主流となっている。

## 歴史
デスモドロミックの発明は、アーネスト・ヘンリー（Ernest Henry ）で、1912年にプジョーのグランプリ車に用いられたのが最初である。その後、サルムソンのエンジンを経て、1954年にメルセデス・ベンツが製作したF1用車両、W196のエンジンが採用した。このエンジンは1955年に同社がレース活動を休止するまで多くの成績を残した。
次にデスモドロミックが採用されたのは、1956年にドゥカティが開発したロードレース世界選手権125ccクラス用のレース車両だった。ドゥカティは1968年に量産車初のデスモドロミック採用のモデル「マークIIIデスモ」を誕生させ、その後も採用車両を生産し続けている。
日本では、アフターパーツメーカーの武川より、HONDAのモンキー・ゴリラ・CRF50F/CRF70F用のデスモドロミックヘッドが発売されている。
自動車評論家の福野礼一郎によればスクーデリア・フェラーリの1990年フォーミュラ1用V型12気筒エンジンティーポ036が採用していたという。